# 김용섭 (역사가)
김용섭(金容燮, 1931년 10월 8일 ~ 2020년 10월 20일)은 대한민국의 역사학자, 교육인, 대학교수이다.

## 생애
1955년 서울대학교 사범대학 사학과를 졸업하였고, 1957년 고려대학교 대학원에서 사학 석사, 1983년 연세대학교 대학원에서 한국사 박사 학위를 받았다. 1958년부터 1975년까지 서울대학교 교수로 재직하였으며, 1975년부터 1997년까지 연세대학교 문과대학 사학과 교수를 지내고 정년퇴임하였다. 조선후기의 농업경제사를 연구하였다.

## 저서
- 양안연구 (1960년)
- 조선후기농업사연구 (1970년)
- 한국근대농업사연구 (1975년)
- 한국근현대농업사연구 (1992년)
- 증보판 조선후기농업사연구1 (1995년)
- 한국사학논총 (1997년)
- 한국중세농업사연구 (2000년)
- 증보판 한국근현대농업사연구 (2000년)
- 역사의 오솔길을 가면서 (2011년)

## 기타
- 윤소영 한신대 교수는 "봉건제에 대해 작업하면서 김용섭 선생이 박현채 선생과 쌍벽을 이루는 한국전쟁 이후 남한 최고의 지식인이었음을 새삼 깨닫게" 됐다고 평가했다.[1]